# Alfonso Lizarazo
Alfonso Lizarazo Sánchez (Bucaramanga, Santander, Colombia, 29 de diciembre de 1940) es un presentador de televisión y político colombiano.
Lizarazo Sánchez llegó a Bogotá a los 18 años, con el deseo de ser ingeniero, abogado o vendedor. Sin embargo, su paisano Julio Nieto Bernal, gerente de la cadena de radio Caracol, lo contrató para hacer turnos en los controles. Luego se convirtió en el reemplazo de locutores, hasta llegar a ser el director de Radio 15, donde compartió con artistas de la llamada "Nueva Ola", como Lyda Zamora, Óscar Golden o Ana y Jaime, y, junto con Carlos Pinzón, impulsó la creación del primer sistema nacional de emisoras de música juvenil, con frecuencias en Bogotá, Medellín, Bucaramanga, Cali y Barranquilla.
Durante ese período también organizó la gira "Milo a gó-gó", una extensa gira de rock por los coliseos de las principales ciudades del país, patrocinada por la firma Cicolac. En ella, ciudades del occidente, el Eje Cafetero, el Oriente y el Norte del país recibieron a Los Speakers, Los Ampex, Harold, Óscar Golden y el Ballet de Katy Chamorro, entre otros. La gira inició en Bogotá, en la Plaza de Toros de la Santamaría, en donde los asistentes tuvieron que presentar la etiqueta de una bebida achocolatada El concierto no es recordado de manera memorable, pues se enfrentó a un fuerte aguacero que demoró su inicio. Sin embargo, la gira se extendió hasta finales de 1967, con algunos inconvenientes en el Eje Cafetero, pero con cerca de 60 presentaciones a lo largo y ancho del país
Después incursionó en televisión para dirigir gratis Estudio 15. El programa obtuvo el premio como el mejor musical.

## Sábados Felices y otros espacios
En 1972 llega al programa semanal de televisión Campeones de la Risa, que un año después se comienza a llamar Sábados Felices, del cual fue su director y presentador hasta 1998. Lizarazo dividió el programa en secciones como "Pille el detalle" (Inicialmente con el personaje del Inspector Ruanini y sus ayudantes, el agente Vinagreta y el Inspector Jota Jota, y posteriormente por la empleada doméstica "Cleofe"), "A reir en serio" y parodias de programas como "La Telebobela", sin olvidar la sección estrella del programa: "Los Cuenta Chistes" donde el público enviaba chustes que eran representados por los actores del programa y algunos participantes lograron incluso integrarse al programa por este medio como Juan Ricardo Lozano "Alerta", David Alberto García "Jeringa", Cesar Corredor y Heriberto Sandoval.
Además dirigió la campaña solidaria "Lleva una escuelita en el corazón", con la cual el elenco del programa visitaba diferentes regiones de Colombia para construir escuelas.
Junto a su gran amiga, la presentadora y modelo Magda Egas, condujeron el programa "Cafe Concierto" que mezclaba entrevistas y música y estuvo al aire por 8 años con altos índices de sintonía. Otro de los inventos exitosos de Alfonso Lizarazo fue el "Festival Internacional del Humor", que comenzó a emitirse en 1984, generalmente entre mayo y junio de cada año. Gracias a este programa, el público colombiano pudo disfrutar de humoristas de talla internacional como el chileno Lucho Navarro, los mexicanos Raúl Vale, Alex del Castillo y Rual Rogers, los imitadores Julio Sabala y Moreno Michael, los españoles Gila y Juan Tamariz, el cubano Virulo, el uruguayo Juán Verdaguer, el humorista y ventrílocuo venezolano Carlos Donoso, el argentino Miky McPhantom y el grupo Midachi, al igual que artistas internacionales como el norteamericano Michael Winslow.
Inspirado por la cinta "Fiebre de Sábado en la noche", lanzó "Disco", un espacio donde participaban bailarines de manera individual y colectiva, que luego fue rebautizado "Baila de Rumba" y fue emitido entre 1978 y 1987.
El 13 de noviembre de 1994 fue víctima de un secuestro por el Movimiento Jaime Bateman Cayón, cuando viajaba junto con los integrantes de su programa, siendo liberado cinco días más tarde. En 1998 fue elegido senador de la república por votación popular y completó su período político en 2002.